# Lanfrède II
Lanfrère, (Lanfredius en latin), second du nom, est le troisième abbé de Mozac en Basse-Auvergne (France), à la fin du IXe siècle.
Il est mentionné en 864 dans la charte 176 du cartulaire de Brioude. Dans cet acte, Lanfrère II rétrocède à Bernard, comte d'Auvergne, et à sa femme Ermengarde, l'église Saint-Préjet de Brioude et quatre mas situés à la villa de Mazerat, en échange de l'église de Sainte-Marie de Jussac et de quelques mas.
On ne sait rien de plus concernant sa biographie, ni ses actions à Mozac.

### Sources
- Notes :

1. ↑  H. Doniol (éd.), Cartulaire de Brioude, Clermont-Ferrand, 1869 & Anne-Marie et Marcel Baudot (éd.), Le grand cartulaire de Saint-Julien de Brioude, essai de restitution, Saint-Étienne, 1935.
2. ↑  Mazerat : lieu-dit disparu, commune actuelle de Vieille-Brioude.

- Bibliographie :
  - Abbé Cohadon, Recherches historiques sur Mauzac, son abbaye, son église, in "Tablettes historiques de l'Auvergne", 1844.
  - Hippolyte Gomot, Histoire de l'abbaye royale de Mozat, 1872.